# Zacatón

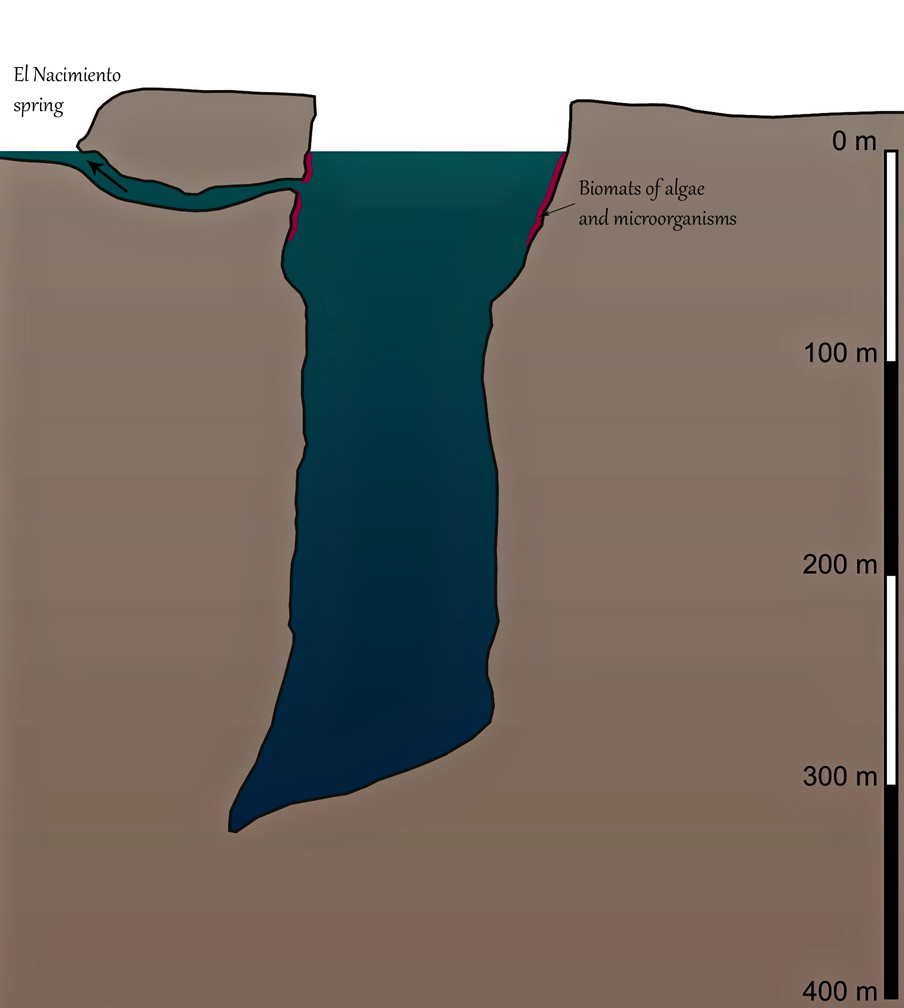
Schematischer Querschnitt

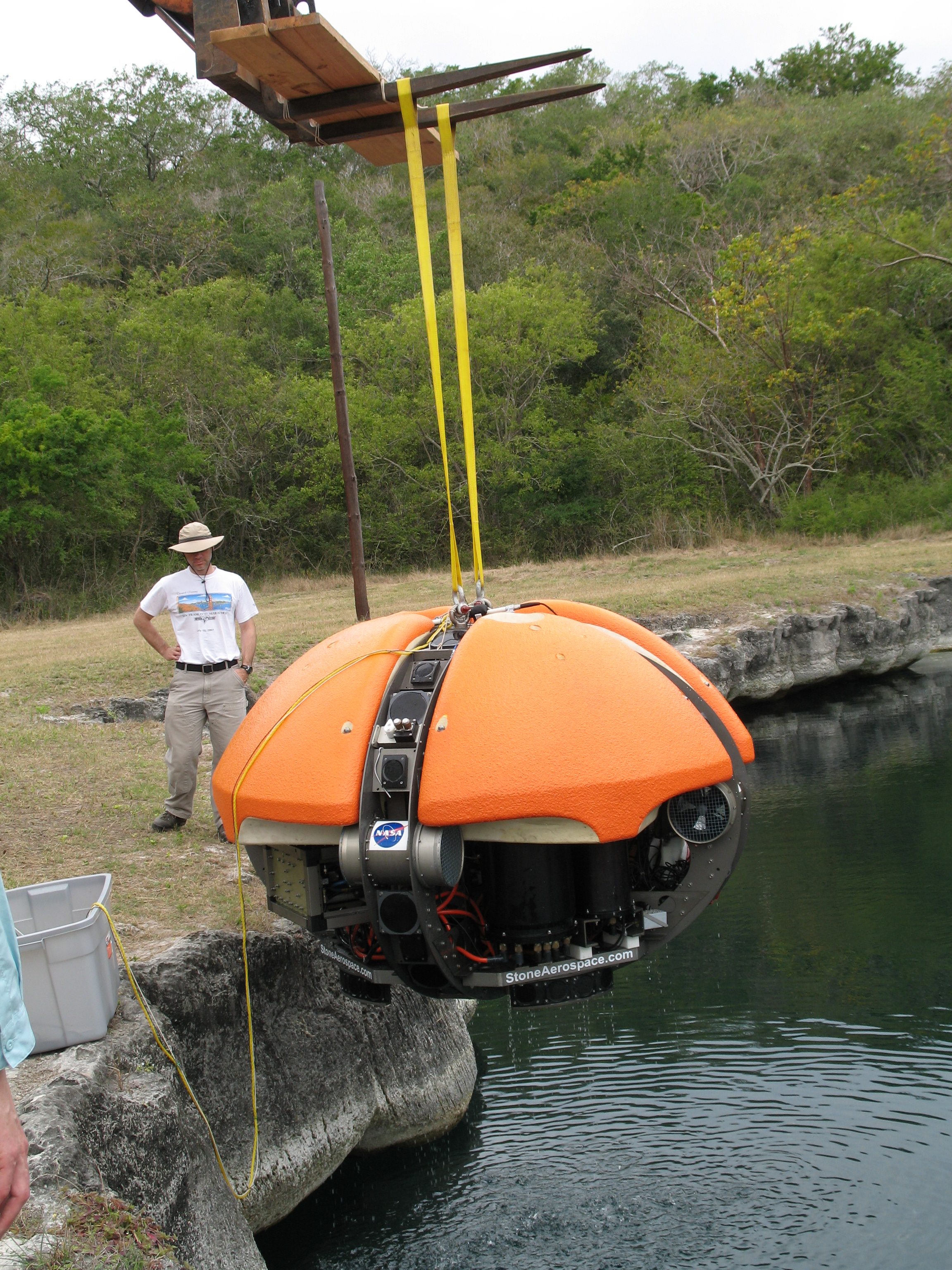
Erkundungsroboter an der Doline La Pilita, eine von mehreren Dolinen im Zacatón

Zacatón ist der Name einer Doline aus einer Gruppe von fünf verbundenen Dolinen oder Cenoten, die sich im nordöstlichsten Staat Mexikos, Tamaulipas, befinden. Zacatón ist die tiefste bekannte wassergefüllte Doline der Welt mit einer Tiefe von mehr als 300 m. Ihr Durchmesser an der Oberfläche beträgt rund 116 m.
Der Name Zacatón erhielt die Doline aufgrund der auf der Wasseroberfläche treibenden grasbewachsenen Inseln, die nur vom Wind bewegt werden. Das Wasser der Doline ist 30 °C warm, sehr mineralienhaltig und riecht leicht nach Schwefel.

## Tauchen
Die Tiefe von Zacatón macht die Doline zu einem wichtigen Tauchziel:
- Ann Kristovich hat hier den Rekord im Frauentieftauchen im Jahre 1993 mit einer Tiefe von 168 m erreicht.[4]

- Am 6. April 1994 tauchten Jim Bowden und der Höhlentauchpionier Sheck Exley (1949–1994) in die Doline, mit dem Ziel, den Grund zu erreichen. Bowden tauchte auf die Rekordtiefe von 281 m,[5] Exley jedoch starb bei dem Versuch in einer Tiefe von 267 m bis 276 m. Die vermutliche Todesursache war das High Pressure Nervous Syndrome (HPNS).[6][7]

- Die NASA verwendet die Doline als Versuchsort zum Test von Erkundungsrobotern, die zur Erkundung des Jupitersatelliten Europa eingesetzt werden sollen.[8][9] Forscher des Deep Phreatic Thermal Explorer (DEPTHX) Teams der University of Texas at Austin entwickelten zusammen mit Robotik-Ingenieuren der Carnegie Mellon University und der Firma StoneAerospace die Technologien, die zur Erkundung von Zacatón benötigt werden.[10][11]